# Tour de Seine
La Tour de Seine est un gratte-ciel résidentiel de standing, classé IGH catégorie A, situé dans le quartier du Front de Seine au sein de l'îlot Vega, dans le 15e arrondissement de Paris, en France.

## Historique
Achevée en 1970, cette tour est l'une des premières construites du projet Beaugrenelle. Elle fut construite en même temps que la tour de Mars et que la Tour Évasion 2000.
En 2003, le mètre carré des logements dans la tour coûte autour de 4,260 euros.

## Description
Elle a la particularité d'avoir une façade réalisée par des panneaux de mosaïque[réf. nécessaire].
Cette tour comporte 220 appartements (chambres individuelles et studios y compris)
Aux niveaux 0, +1, +3 et +4 on trouve les caves de l'immeuble.
le niveau 2 est destiné au hall d'entrée, et aux locaux affectés au gardiennage.
Le niveau +5 quant à lui comprend les galeries techniques.
Les autres niveaux comprennent des appartements, des chambres individuelles ou studios